# Georges Pichard
Georges Pichard, född 17 januari 1920, död 7 juni 2003, var en fransk målare, illustratör och serieskapare. 
Pichard utbildade sig vid École des Arts Appliques och var länge yrkesverksam som illustratör. Från tidigt av 1960-talet producerade han seriealbum med en distinkt realistisk stil och erotiska inslag, som då uppfattades som såväl provocerande som banbrytande. Mot slutet av sitt liv gjorde Pichard flera seriealbum baserade på klassiska verk, som exempelvis Kama Sutra.